# Elle Santana
Elle Santana (14 febbraio 2006) è una nuotatrice artistica statunitense.

## Biografia
Viene selezionata della squadra statunitense per i campionati mondiali giovanili di nuoto artistico 2024, vincendo l'oro nella gara a squadre nel team acrobatico.
Ha esordito nella Coppa del Mondo di nuoto artistico il 28 febbraio 2025 a Parigi, chiudendo al terzo posto nella gara a squadre nel programma tecnico.

## Palmarès

### Coppa del Mondo
- 1 podio:
  - 1 terzo posto (1 nella gara a squadre)